# Ділянка лікарських рослин (пам'ятка природи)
Діля́нка лі́карських росли́н — ботанічна пам'ятка природи місцевого значення в Україні. Розташована в межах Волоківської сільської громади Чернівецького району Чернівецької області, біля південної околиці села Валя Кузьмина.
Площа 1 га. Статус присвоєно згідно з рішенням облвиконкому від 30.05.1979 року. Перебуває у віданні: ДП «Чернівецький лісгосп» (Кузьмінське лісництво, кв. 23, вид. 2).
Статус присвоєно для збереження частини лісового масиву, де зростає близько 10 видів рідкісних лікарських рослин. Серед них шафран Гейфеля, печіночниця звичайна, підсніжник звичайний та інші, занесені до Червоної книги України.